# Le Vieux-Bourg
Le Vieux-Bourg (tiếng Breton: Bourc'h-Kintin) là một xã của tỉnh Côtes-d’Armor, thuộc vùng Bretagne, tây bắc Pháp.

## Dân số
Người dân ở Le Vieux-Bourg được gọi là Vieux-Bourgeois.